# Saint-Magne
 Saint-Magne  es una comuna y población de Francia, en la región de Aquitania, departamento de Gironda, en el distrito de Arcachón y cantón de Belin-Béliet.
Su población en el censo de 1999 era de 814 habitantes.
Está integrada en la Communauté de communes du Val de l'Eyre.